# Uroxys caucanus
Uroxys caucanus är en skalbaggsart som beskrevs av Gilbert John Arrow 1933. Uroxys caucanus ingår i släktet Uroxys och familjen bladhorningar. Inga underarter finns listade i Catalogue of Life.